# Жакувек
Жакувек (пол. Żakówek) — село в Польщі, у гміні Сенниця Мінського повіту Мазовецького воєводства.
Населення — 92 особи (2011).
У 1975-1998 роках село належало до Седлецького воєводства.

## Демографія
Демографічна структура станом на 31 березня 2011 року:
|          | Загалом | Допрацездатний вік | Працездатний вік | Постпрацездатний вік |
| -------- | ------- | ------------------ | ---------------- | -------------------- |
| Чоловіки | 43      | 9                  | 28               | 6                    |
| Жінки    | 49      | 10                 | 31               | 8                    |
| Разом    | 92      | 19                 | 59               | 14                   |